# 조개 (수호전)

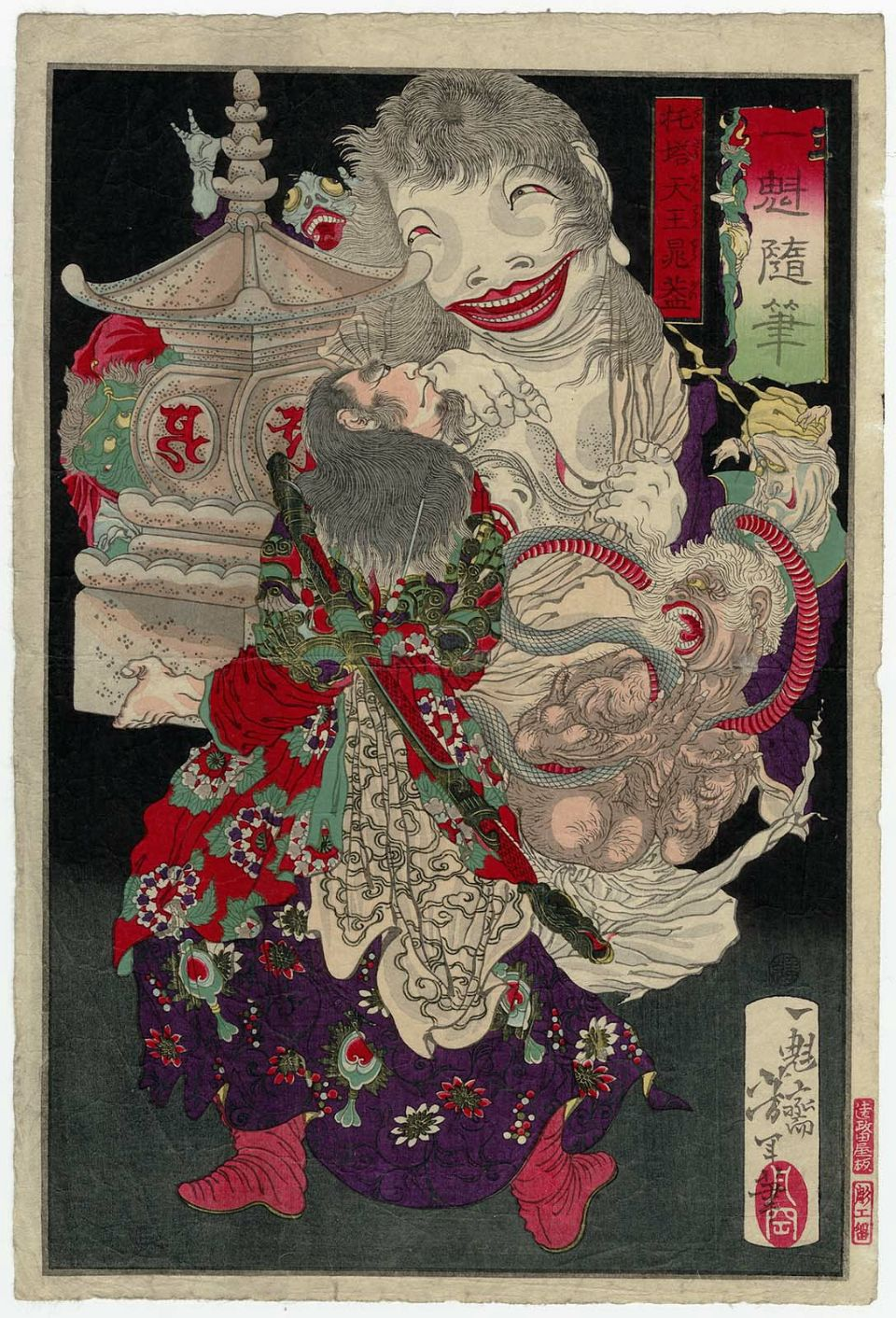

조개(晁蓋)는 중국의 사대기서(四大奇書) 중 하나인 《수호전》(水滸傳)에 등장하는 인물로, 양산박의 2대 수령이다. 별호는 탁탑천왕(托塔天王) 혹은 철천왕. 이웃 마을 서계촌에 귀신을 잠재우기 위한 보탑이 세워지는 바람에 동계촌에 귀신이 모여들자 성난 조개가 서계촌의 보탑을 혼자 들어서 메고 동계촌에 옮긴데에 유래한다. 동료들 사이에서는 흔히 조천왕(晁天王)으로 불린다. 나이는 30대 후반에서 40대 초반으로, 건장한 체격에 괴력의 소유자. 독신이며 박도의 달인이기도 하고 분별력이 있다. 송강과 마찬가지로 의협심이 두텁고 사람을 가리지 않고 대하는 인물이다. 다만 부드러운 송강에 비해 엄격한 면이 있어 다소 화를 잘 낸다. 양산박에 호걸 108명이 모이기도 전에 전사했기 때문에 108성에는 포함되지 않지만 초기 양산박은 조개의 힘으로 정리되었다고 할 수 있어 양산박의 중요 인물 중 하나로 꼽힌다.

## 생애
제주 운성현 출신으로 동계촌의 보정(保正). 무술을 좋아하고 의로운 사람으로 어려운 사람에게는 반드시 손을 내밀어 가난한 사람에게 베풀고 천하의 호한들과 어울리며 의지하는 자는 저택에 묵히고 노잣돈을 내어 주는 등 세상에 널리 알려져 있다.
어느 날 조개를 찾아온 유당으로부터 북경대명부의 양중서가 재상 채경에게 보내는 생일 선물(생신강)은 백성들로부터 짜낸 불의의 것이니 빼앗아 버리자는 제의를 받는다. 조개는 오용과 상의하여 완소이·완소오·완소칠·공손승·백승을 동료로 추가하고, 오용의 계략으로 대추장수로 변장하여 양지가 이끄는 생신강 수송대에게 몽한약이 든 술을 먹임으로써 생신강을 탈취한다.
이후 백승이 관헌에게 붙잡혀 생신강 탈취가 드러났는데, 당시 운성현 관리였던 송강은 조개와 의형제를 맺고 있었기 때문에 몰래 재빨리 조개에게 알려 조개 일행들이 도망치게 해주었다. 조개 일행들은 양산박으로 피해 양산박에 합류할 생각을 했지만 당시 양산박 수령인 왕륜은 조개가 뛰어난 인물이어서 수령의 지위를 빼앗길까봐 조개 일행의 합류를 거부한다. 그러나 이미 양산박에 들어가 있던 임충이 왕륜의 협소함에 실망하여 왕륜을 죽이고 조개를 새 수령으로 맞아들였다.
이후 수령으로서 양산박을 지휘하면서 강주에서 송강이 체포되었을 때에는 스스로 군세를 이끌고 송강을 구출하였다. 이후 조개는 송강에게 수령의 지위를 물려주려 하나 송강은 정중히 거절하였다. 이후에는 양산박의 방위를 조개가, 외정을 송강이 맡게 되었고, 이후 조개가 군사를 이끌고 출진해 가는 일은 없었다(본인은 뭐라고 나가길 원했지만 주위가 말렸다). 그러나 양산박을 쓰러뜨리고 이름을 올리는 것을 목적으로 하는 증두시 증가의 도전을 받자 주위의 반대를 무릅쓰고 조개가 자진 출진한다. 하지만 증가의 함정에 빠져 패전. 조개 자신도 증가무술사범 사문공이 쏜 독화살에 맞아 가까스로 양산박으로 귀환했다가 사문공을 쓰러뜨린 자를 다음 수령으로 삼으라는 유언을 남기고 죽고 만다.
사후에는 송강의 병을 꿈 속에서 알리고 양산박에 패하여 도주를 꾀하던 사문공을 방해하는 등의 영험을 나타냈으며, 108명이 양산박에 모인 후에는 충의당 안쪽에 모셔져 108성보다 더 높은 양산박의 수호신으로 자리매김하였다(그의 별호가 보여주듯 탁탑천왕 즉 '비사문천'의 환생으로 보는 시각도 있으나 작중에서는 언급되지 않는다).